# Моцаже
Моца́же (пол. Mocarze) — село в Польщі, у гміні Єдвабне Ломжинського повіту Підляського воєводства.
Населення — 144 особи (2011).
У 1975—1998 роках село належало до Ломжинського воєводства.

## Демографія
Демографічна структура станом на 31 березня 2011 року:
|          | Загалом | Допрацездатний вік | Працездатний вік | Постпрацездатний вік |
| -------- | ------- | ------------------ | ---------------- | -------------------- |
| Чоловіки | 76      | 16                 | 50               | 10                   |
| Жінки    | 68      | 11                 | 32               | 25                   |
| Разом    | 144     | 27                 | 82               | 35                   |